# جيري تايلور (كاتبة سيناريو)
جيري تايلور (بالإنجليزية: Jeri Taylor)‏ (30 يونيو 1938 – 24 أكتوبر 2024) هي كاتبة سيناريو، وروائية، وكاتبة خيال علمي أمريكية، ولدت في بلومنقتون.

## التعليم
تعلمت في جامعة إنديانا، وتعلمت في جامعة كاليفورنيا، نورث ردج.

## وصلات خارجية
- جيري تايلور على موقع IMDb (الإنجليزية)
- جيري تايلور على موقع ديسكوغز (الإنجليزية)
- جيري تايلور على موقع قاعدة بيانات الفيلم (الإنجليزية)
- جيري تايلور في قاعدة بيانات الأفلام على الإنترنت